# Sotosalbos
Sotosalbos egy község Spanyolországban, Segovia tartományban. Sotosalbos Alameda del Valle, Santo Domingo de Pirón, Pelayos del Arroyo, Turégano, Collado Hermoso és Pinilla del Valle községekkel határos. Lakosainak száma 135 fő (2024).

## Nevezetességek
A település legjelentősebb műemléke a 11. vagy 12. századból származó, romanikus stílusú Szent Mihály-templom.

## Népesség
A település népessége az elmúlt években az alábbi módon változott:
| Lakosok száma | 125  | 119  | 103  | 130  | 136  | 132  | 110  | 120  | 133  | 135  |
|               | 2001 | 2004 | 2007 | 2009 | 2012 | 2014 | 2017 | 2019 | 2022 | 2024 |